# لي كيم لاي
لي كيم لاي (بالإنجليزية: Lee Kim Lai) هو ضابط شرطة سنغافوري، ولد في 1960 في سنغافورة، وتوفي بنفس المكان في 25 أبريل 1978.